# 1322
Évszázadok: 13. század – 14. század – 15. század
Évtizedek: 1270-es évek – 1280-as évek – 1290-es évek – 1300-as évek – 1310-es évek – 1320-as évek – 1330-as évek – 1340-es évek – 1350-es évek – 1360-as évek – 1370-es évek
Évek: 1317 – 1318 – 1319 – 1320 –  1321 – 1322 – 1323 – 1324 – 1325 – 1326 – 1327

## Események
- január 3. – IV. Károly francia király (V. Fülöp fia) trónra lépése (egyben I. Károly néven Navarra királya is, 1328-ig uralkodik).
- szeptember 28. – A mühldorfi csata. IV. Lajos német-római császár serege legyőzi I. Frigyes osztrák herceg seregét. A csatát a lovagkor utolsó csatájának szokták nevezni. A csatában a magyar sereg is részt vesz – a vesztes oldalon.
- Károly Róbert Temesvárról Visegrádra teszi át az ország fővárosát.

## Halálozások
- január 3. – V. (Hosszú) Fülöp francia és navarrai király[1] (* 1291)
- október 8. után – Ákos nembeli István veszprémi püspök, királynéi kancellár